# 1949
1949 (MCMXLIX) a fost un an obișnuit al calendarului gregorian, care a început într-o zi de sâmbătă.

## Evenimente

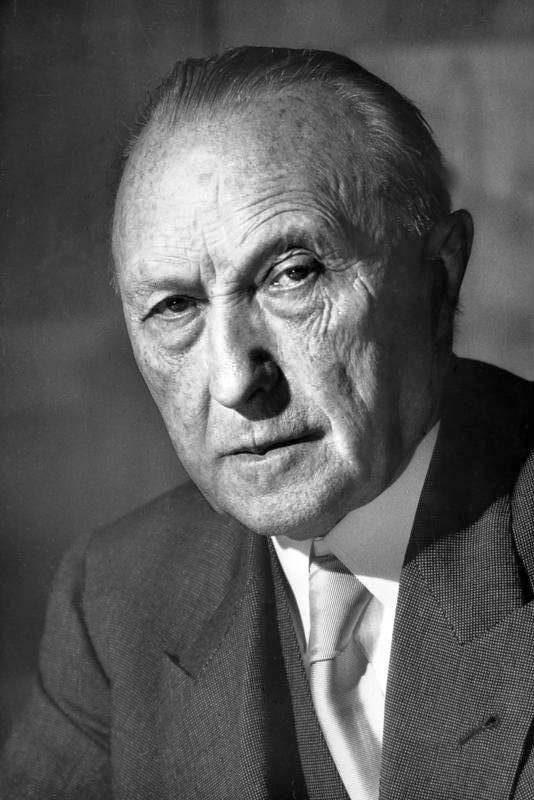
15 septembrie: Konrad Adenauer devine primul Cancelar al Germaniei.

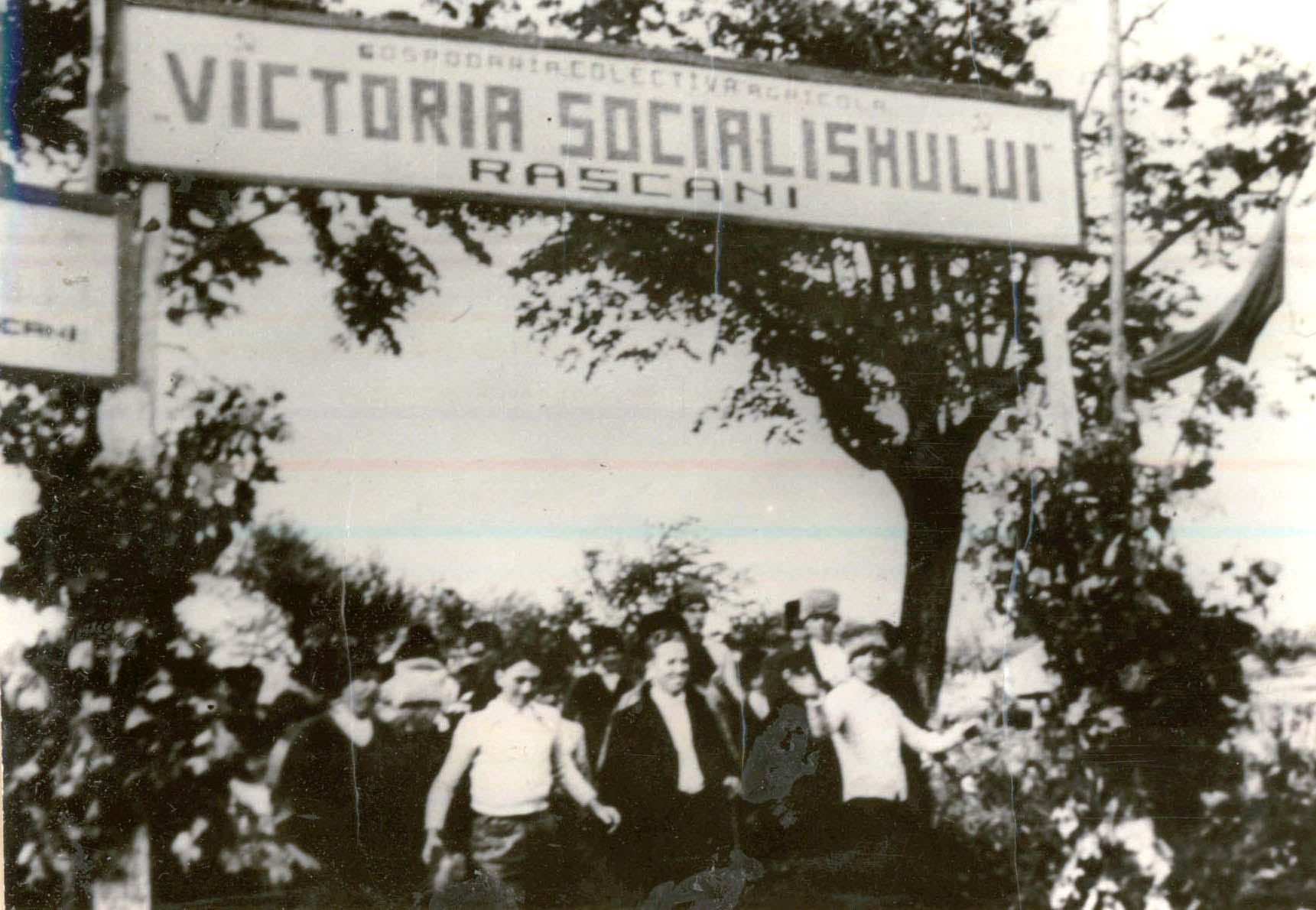
Gospodărie agricolă colectivă: ”Victoria Socialismului” constituită în anul 1949, la Rășcani, Vaslui.

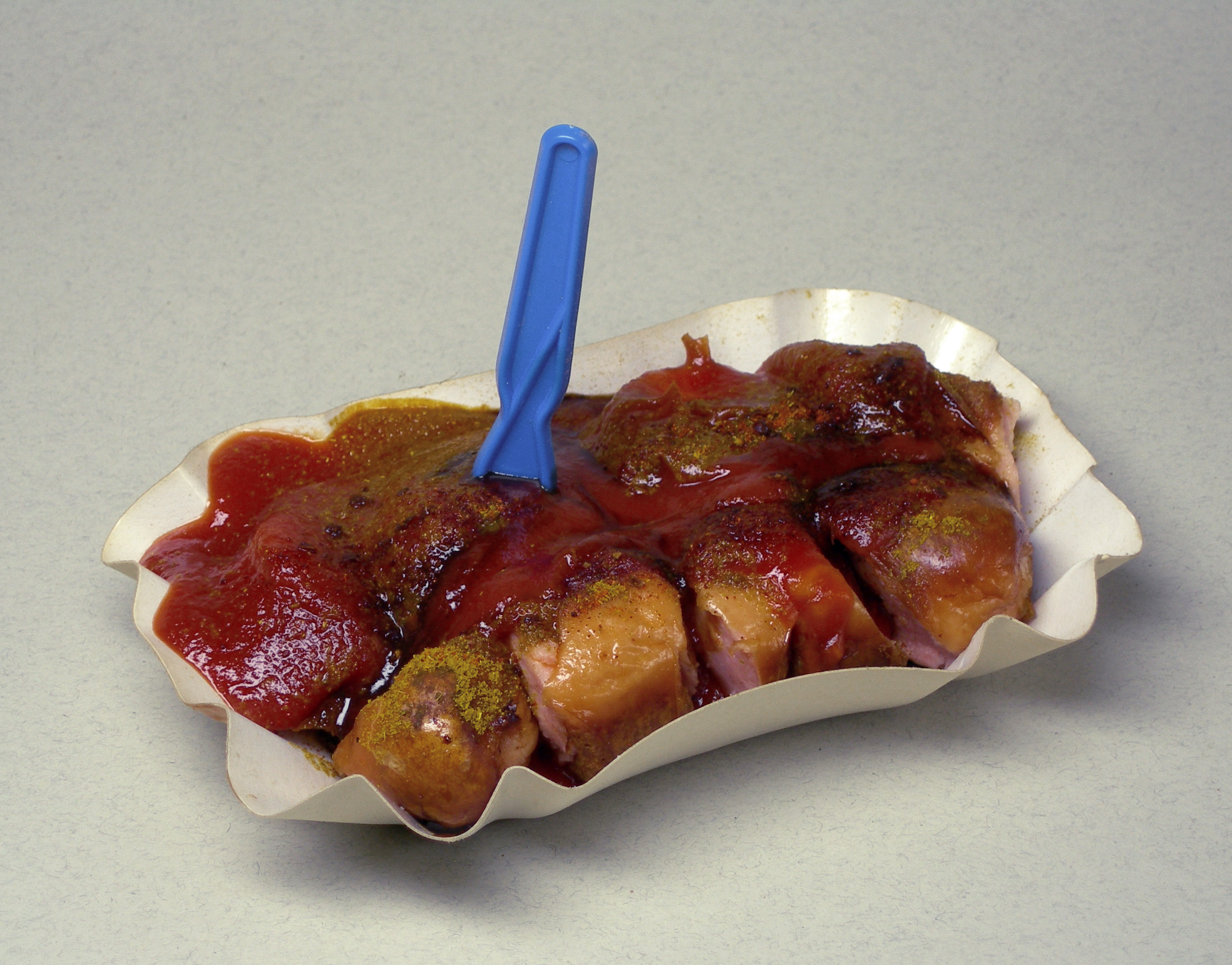
4 septembrie: La Berlin, Herta Heuwer a inventat currywurst.

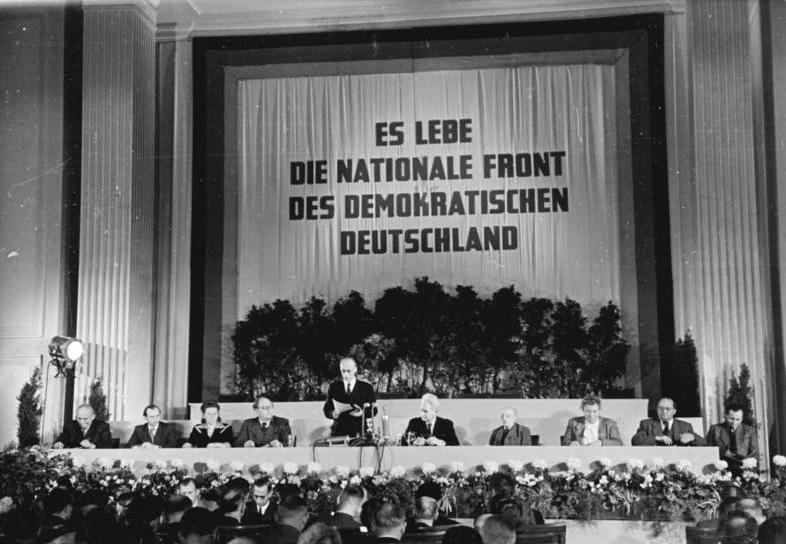
7 octombrie: Fondarea Republicii Democrate Germane.

### Ianuarie
- 2 ianuarie: Noul guvern din Coreea de Sud este recunoscut de către Statele Unite.
- 12 ianuarie: În România a fost introdusă pedeapsa cu moartea pentru trădare și sabotaj economic, România fiind astfel prima țară din Europa de Est care a lărgit atât de mult sfera pedepsei capitale.
- 15 ianuarie: După lupte grele, comuniștii chinezi cuceresc orașul Tianjin.
- 20 ianuarie: Președintele american, Harry S. Truman, este învestit pentru al doilea mandat.
- 24 ianuarie: Armata de Eliberare a Poporului Chinez a ajuns pe malul nordic al râului Yangtze.
- 25 ianuarie: Au fost acordate primele premii Emmy.
- 25 ianuarie: CAER (Consiliul pentru Asistență Economică Reciprocă). Organizație fondată pentru a facilita și a coordona dezvoltarea economică a țărilor din blocul sovietic. Membri: Albania, Bulgaria, Cehoslovacia, Polonia, R.D.Germană, România, Ungaria și URSS. În 1991 a fost redenumit Organizația pentru Cooperare Economică Internațională.
- 31 ianuarie: Trupele comuniste au intrat în Beijing; orașul, denumit anterior Beiping, este redenumit oficial Beijing.

### Februarie
- 4 februarie: Asupra șahului Iranului, Mohammad Reza Pahlavi, se trag cinci focuri de armă de la o distanță de 10 metri. Doar un glonț din cele cinci l-a nimerit pe șah în obraz.
- 14 februarie: António Oscar de Fragoso Carmona este reales, fără opoziție, președinte al Portugaliei.
- 15 februarie: Pentru prima oară, problema lichidării "marii proprietăți agricole" a apărut pe ordinea de zi a ședințelor Secretariatului Biroului Politic al C.C. al P.R.M.
- 16 februarie: Chaim Weizmann este ales președinte al Israelului.

### Martie
- 2 martie: Colectivizarea în România: Prin Decretul 83 din 2 martie 1949 pentru completarea unor dispozițiuni din Legea 187 din 1945, exploatările agricole moșierești, fermele model cu întregul lor inventar, expropriate în baza Legii 187 din 1945, treceau în proprietatea statului, acestea urmând să stea la baza viitoarelor G.A.S.-uri (Gospodării Agricole de Stat).
- 3 martie: Colectivizarea în România: La plenara CC al PMR desfășurată între 3-5 martie 1949, conducerea politică a hotărât trecerea la colectivizare, după model sovietic. În acel moment, în întreaga țară existau 55 de gospodării colective. Numărul lor a crescut la 1070 în 1951 și la 1980 în 1953.
- 17 martie: New York: Este fondat Comitetul Național Pentru o Europă Liberă.
- 19 martie: A avut loc congresul de constituire a Uniunii Tineretului Comunist (UTC).
- 24 martie: Filmul Hamlet, regizat de Laurence Olivier, a fost prima peliculă britanică ce a câștigat un premiu Oscar.
- 25 martie: S-a constituit Uniunea Scriitorilor din România prin fuziunea Societății Scriitorilor Români cu Societatea Autorilor Dramatici.

### Aprilie
- 1 aprilie: Irlanda părăsește Commonwealth–ul și devine o republică independentă.
- 2 aprilie: România: Sunt naționalizate farmaciile urbane, laboratoarele chimico-farmaceutice și de analiză medicală.
- 4 aprilie: NATO: a luat ființă prin semnarea la Washington a Tratatului Nord-Atlantic de către 12 țări nord-americane și europene.

### Mai
- 4 mai: S–a semnat acordul americano–sovietic (acordul Jessup–Malik), care a pus capăt blocadei Berlinului.
- 5 mai: A fost înființat Consiliul Europei.
- 9 mai: Rainier al III-lea devine Prinț de Monaco.
- 11 mai: Israelul a fost primit în ONU.
- 24 mai: Noul Patriarh al Bisericii Ortodoxe Române, Justinian Marina, este ales membru al PCR.

### Iunie
- 2 iunie: Transiordania este redenumită Regatul Iordaniei.
- 29 iunie: În Africa de Sud, legea privind cetățenia limitează foarte mult acordarea cetățeniei pentru imigranții din Africa de Sud. De asemenea, căsătorii între parteneri din diferite rase sunt interzise.
- 29 iunie: Ultimele trupe americane au părăsit Coreea de Sud.

### Iulie
- 24 iulie: În România sunt inaugurate primele Gospodării Agricole de stat după model sovietic.

### August
- 3 august: Legea pentru reforma educației în România, prin care școala elementară trebuia să dureze 7 ani însă școala gratuită și obligatorie era limitată la 4 ani. Școala medie dura 4 ani și era împărțită în 4 tipuri: licee, școli pedagogice, școli tehnice și școli profesionale, iar educația secundară cuprindea universitățile, politehnicile, institutele de învățământ superior. Predarea religiei a fost interzisă iar marxism-leninismul a devenit obligatoriu în toate clasele. Limba rusă a fost introdusă ca materie obligatorie în clasa a IV-a.
- 5 august: În Ecuador un cutremur distruge 50 de orașe și face peste 8.000 de victime.
- 8 august: Bhutan devine independent față de Marea Britanie.
- 14 august: Alegeri în Germania de Vest.
- 20 august: Ungaria este transformată de o constituție bazată pe modelul sovietic în Republică Populară.
- 29 august: Uniunea Sovietică testează prima sa bombă atomică la Semipalatinsk, Kazahstan.

### Septembrie
- 4 septembrie: La Berlin, Herta Heuwer a inventat currywurst (este un fel de mâncare fast-food de origine germană format din cârnați de porc la aburi, apoi prăjiți și asezonați cu ketchup de curry).
- 7 septembrie: Este proclamată Republica Federală Germania (cu capitala la Bonn), în urma unificării zonelor de ocupație americană, franceză și engleză.
- 15 septembrie: Konrad Adenauer devine primul cancelar federal al Germaniei.

### Octombrie
- 7 octombrie: Zona de ocupație sovietică din Germania devine Republica Democrată Germană.
- 25 octombrie: Procesul înscenat în Ungaria comunistă ministrului de externe László Rajk se încheie cu execuția acestuia.
- 27 octombrie: Un avion care zbura pe ruta Paris - New York s-a prăbușit în apropiere de Azore. Printre victime, violonistul Ginette Neveu și boxerul Marcel Cerdan.

### Noiembrie
- 1 noiembrie: A apărut primul număr al publicației germane Frankfurter Allgemeine Zeitung.
- 26 noiembrie: Adunarea Constituantă a Indiei adoptă o nouă Constituție: India devine republică federală în cadrul Comunității Britanice de Națiuni (Commonwealth).

### Decembrie
- 3 decembrie: Decret privind înființarea Camerei de Comerț Exterior a României.

### Nedatate
- Apare termenul de muzică country care înlocuiește pe cel de muzică hillbilly.
- Carl Tchiling-Hiryan și Max Herz fondează în Germania, la Hamburg, compania Tchibo. În 1997 achiziționează brandul Eduscho, o companie din Bremen, Germania, producătoare de cafea.

## Arte, științe, literatură și filozofie
.

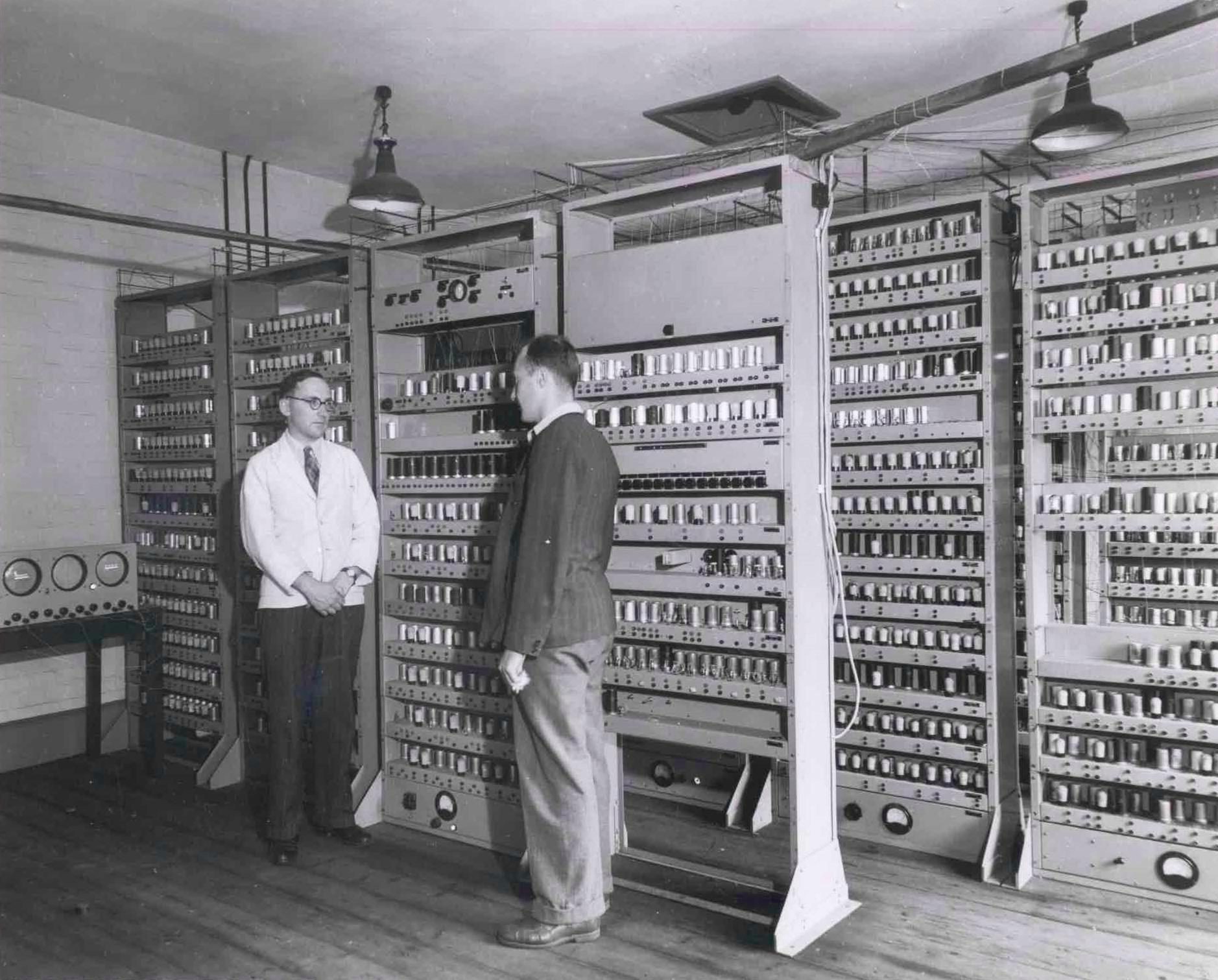
EDSAC

- 11 aprilie: Are loc premiera piesei Haiducii de Victor Eftimiu.
- 15 aprilie: Are loc premiera dramei Bălcescu de Camil Petrescu
- 6 mai: Ziua de naștere a informaticii moderne. Maurice Wilkes și o echipă de la Universitatea din Cambridge au executat primul program stocat pe calculatorul EDSAC, calculator bazat pe arhitectura Neumann.
- 1 iunie: S-a inaugurat Teatrul de Stat din Reșița cu piesa "Cumpăna" de Lucia Demetrius.
- La Paris, apare Tratat de descompunere de Emil Cioran.
- La Paris, apare tratatul de Istorie a religiilor de Mircea Eliade.

## Nașteri

### Ianuarie

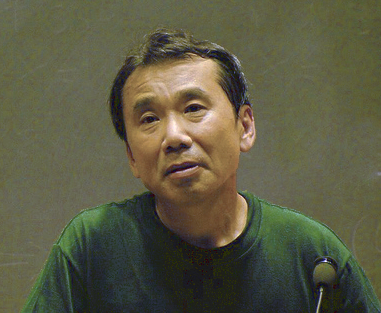
Haruki Murakami, scriitor japonez
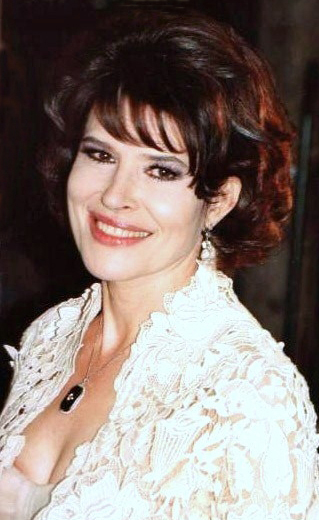
Fanny Ardant, actriță franceză
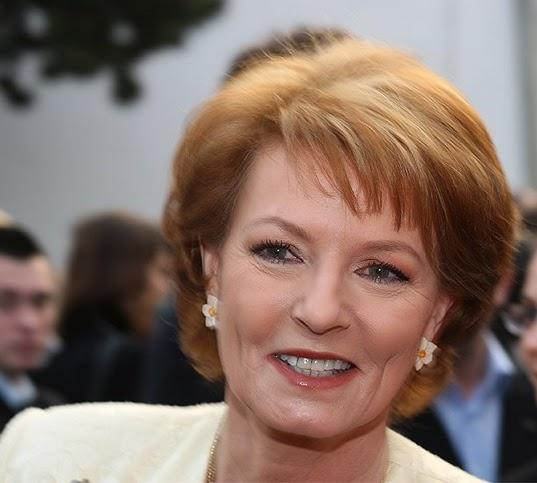
Prințesa Margareta a României

- 2 ianuarie: Nicolae Ungureanu, politician român
- 5 ianuarie: Leo Butnaru, poet român
- 5 ianuarie: Joe Herndon (Walter Joseph Herndon), cântăreț american (The Temptations)
- 6 ianuarie: José Pacheco Pereira, politician portughez
- 8 ianuarie: Marin Burlea, medic pediatru și politician român (d. 2018)
- 10 ianuarie: George Foreman (George Edward Foreman), pugilist american (d.2025)
- 12 ianuarie: Sofia Clochișner, fiziciană din Republica Moldova
- 12 ianuarie: Haruki Murakami, scriitor japonez
- 14 ianuarie: Ioan Belu, politician român
- 15 ianuarie: Rosemarie Müller, politiciană germană
- 18 ianuarie: Elena Zubcov, academiciană din Republica Moldova
- 19 ianuarie: Dennis Taylor, jucător britanic (snooker)
- 20 ianuarie: Göran Persson, politician suedez
- 21 ianuarie: Truong Tan Sang, politician vietnamez
- 26 ianuarie: David Strathairn, actor american
- 27 ianuarie: Zbigniew Rybczyński, regizor polonez de film
- 28 ianuarie: Hamad bin Isa al Khalifa, rege al Bahrain (din 2002)
- 31 ianuarie: Ken Wilber (Kenneth Earl Wilber II), scriitor american

### Februarie
- 2 februarie: Brent Spiner (Brent Jay Spiner), actor american de film (Data, Star Trek)
- 5 februarie: Nuala Ahern, politiciană irlandeză
- 5 februarie: Kurt Beck, politician german
- 7 februarie: Joe English, muzician american
- 7 februarie: Myrsini Zorba, politiciană greacă
- 8 februarie: Horst Posdorf, politician german (d. 2017)
- 13 februarie: Corneliu Chișu, politician canadian de etnie română
- 13 februarie: Brian Deacon, actor britanic
- 13 februarie: Valeri Lițkai, diplomat rus
- 13 februarie: Speranța Rădulescu, etnomuzicolog, antropolog și cercetătoare română (d. 2022)
- 15 februarie: Maria Tacu, scriitoare română (d. 2010)
- 17 februarie: Ioan Mircea Pașcu, politician român
- 21 februarie: Larry Drake, actor american (d. 2016)
- 22 februarie: Niki Lauda (Andreas Nikolaus Lauda), pilot austriac de Formula 1 (d. 2019)
- 24 februarie: Brigitte Wenzel-Perillo, politiciană germană
- 25 februarie: Amin Maalouf, romancier libanez de limbă franceză
- 25 februarie: Ric Flair, wrestler american
- 25 februarie: Danuta Wałęsa, politiciană poloneză
- 25 februarie: Viktor Klimenko, gimnast sovietic și rus
- 28 februarie: Mihai Dumitriu, politician român

### Martie
- 1 martie: Zoia Ceaușescu, fiica lui Nicolae Ceaușescu (d. 2006)
- 1 martie: Ioan Voicea, politician român
- 3 martie: Jüri Allik, psiholog estonian
- 5 martie: Bernard Arnault, om de afaceri francez
- 5 martie: Robin Lee Graham, navigator american
- 5 martie: Shusaku Hirasawa, fotbalist japonez
- 10 martie: Edvard Hoem, scriitor norvegian
- 17 martie: Patrick Duffy, actor american de film
- 17 martie: Bernard Farcy, actor francez
- 17 martie: Brândușa Prelipceanu, jurnalistă și traducătoare română (d. 2002)
- 18 martie: Alex Higgins, jucător de snooker din Irlanda de Nord (d. 2010)
- 18 martie: Rodrigo Rato, politician spaniol
- 18 martie: Ondrej Ján Štefanko, scriitor român de etnie slovacă (d. 2008)
- 19 martie: Hirofumi Hirano, politician japonez
- 20 martie: Anca Petrescu, politician român
- 21 martie: Tudor Chiriac, compozitor și muzicolog din R. Moldova
- 21 martie: Stan Gheorghiu, fotbalist (portar) și antrenor român (d. 2016)
- 21 martie: Slavoj Žižek, filosof sloven
- 22 martie: Fanny Ardant (Fanny Marguerite Judith Ardant), actriță franceză de film
- 23 martie: Mircea Vintilă, interpret român de muzică folk
- 24 martie: Tabitha King, scriitoare americană
- 24 martie: Ruud Krol, fotbalist neerlandez
- 24 martie: Constantin Zărnescu, scriitor și jurnalist român
- 25 martie: Costache Mircea, politician român
- 25 martie: Philippe de Villiers, politician francez
- 26 martie: Margareta a României, custodele Coroanei României
- 27 martie: Gheorghe Roman, politician român
- 27 martie: Dubravka Ugrešić, scriitoare croată (d.2023)
- 29 martie: Gheorghe Vergil Șerbu, politician român
- 31 martie: Tamara Crețulescu, actriță română de film și teatru

### Aprilie

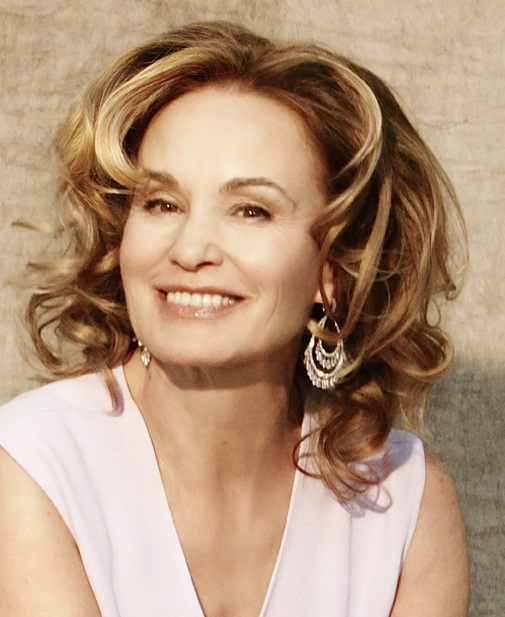
Jessica Lange, actriță americană
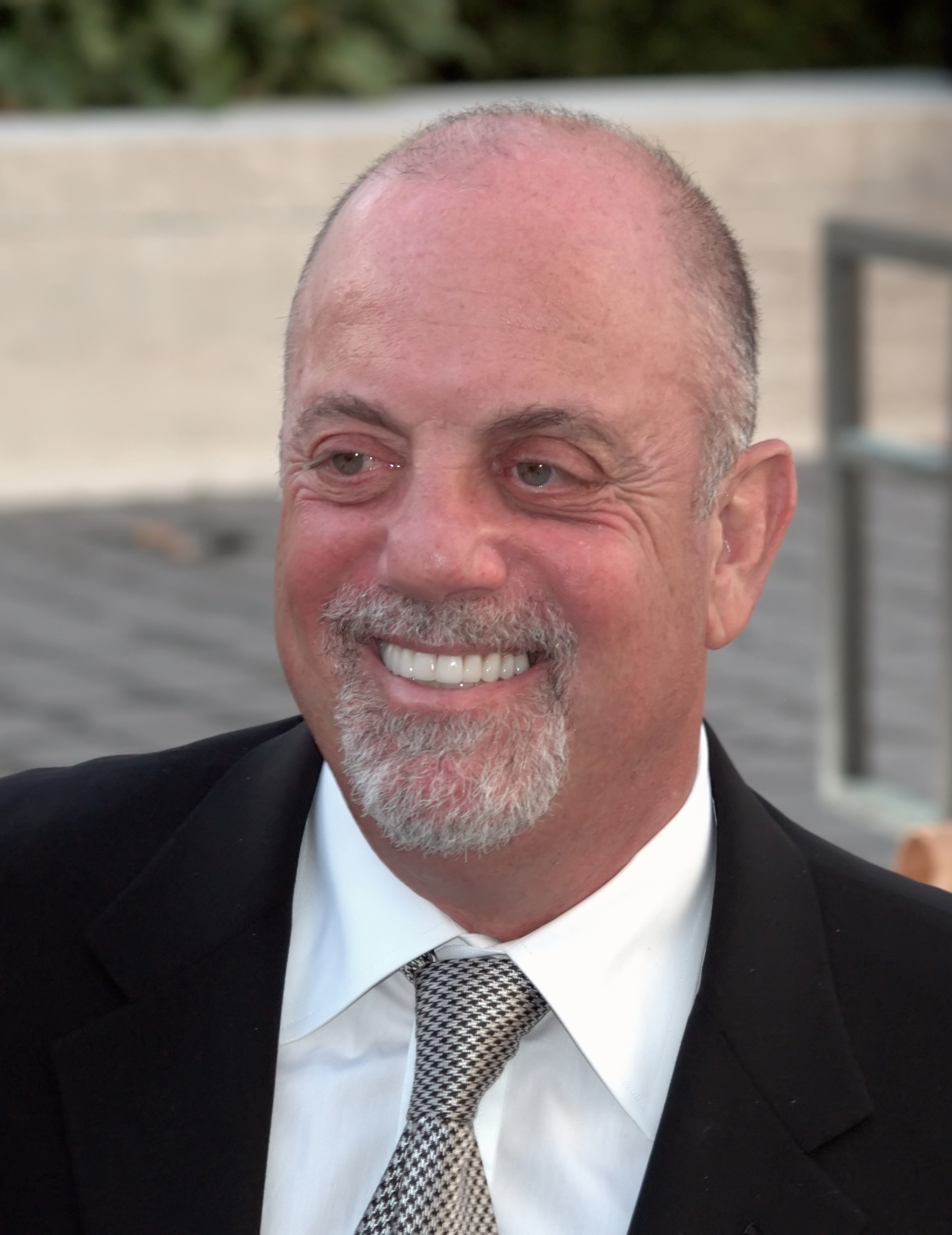
Billy Joel, muzician american
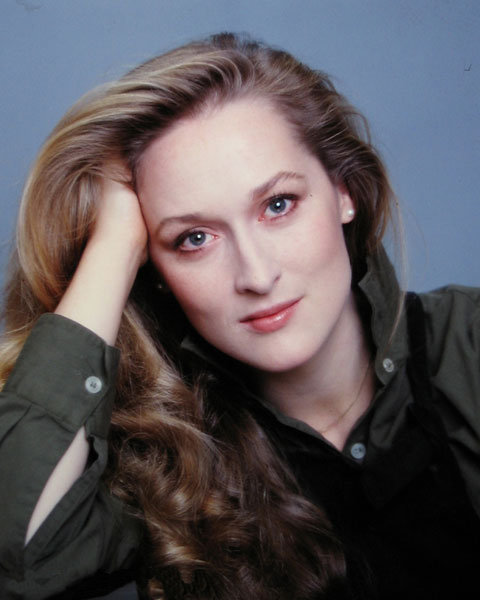
Meryl Streep, actriță americană

- 1 aprilie: Gian Paolo Gobbo, politician italian
- 2 aprilie: Alec Năstac, pugilist român
- 4 aprilie: Gheorghe Baciu, politician român
- 6 aprilie: Horst Ludwig Störmer, fizician german
- 7 aprilie: Valentina Matvienko, politiciană rusă
- 12 aprilie: Florin Zamfirescu, actor, pedagog și regizor român
- 12 aprilie: Scott Turow, scriitor american
- 18 aprilie: Avril Doyle, politiciană irlandeză
- 18 aprilie: Antônio Fagundes, actor brazilian
- 19 aprilie: Valentin-Zoltán Puskás, politician român
- 19 aprilie: Joachim Sauer, chimist german
- 20 aprilie: Veronica Cartwright, actriță americană
- 20 aprilie: Massimo D'Alema, politician italian
- 20 aprilie: Jessica Lange, actriță americană de film
- 20 aprilie: Mircea Florin Șandru, poet român (d.2025)
- 24 aprilie: John Wendell Thompson, om de afaceri american
- 25 aprilie: Dominique Strauss-Kahn, politician francez
- 26 aprilie: Constantin Amarie, politician român
- 26 aprilie: Ion Milovan, handbalist și antrenor român (d. 2019)
- 26 aprilie: Dominic Sena, regizor de film, american
- 27 aprilie: Hiroji Imamura, fotbalist japonez (atacant)
- 30 aprilie: Antonio Manuel de Oliveira Guterres, politician portughez
- 30 aprilie: Vasile Șoimaru, politician din R. Moldova

### Mai
- 2 mai: Costică Bărăgan, scrimer român
- 4 mai: Mona Muscă (n. Mona Octavia Stoian), politiciană română
- 5 mai: Lance Henriksen, actor american
- 6 mai: Teodor Parapiru, scriitor român
- 7 mai: Lia Roberts, diplomată română
- 8 mai: Ștefan Petrache, cântăreț din R. Moldova (d. 2020)
- 8 mai: Michael Sells, istoric american
- 9 mai: Dan Irimiciuc, scrimer român
- 9 mai: Billy Joel (William Martin Joel), muzician, pianist, cântăreț și compozitor american
- 12 mai: Anghel Mora, regizor și poet român (d. 2000)
- 13 mai: Julieta Szönyi, actriță română (d.2025)
- 13 mai: Alexandr Vilenkin, fizician american
- 14 mai: Dumitru George Moisescu, politician român
- 17 mai: Bill Bruford (William Scott Bruford), baterist englez (Yes)
- 17 mai: Gelu Colceag (Gheorghe Colceag), regizor român de teatru și film
- 19 mai: Așraf Ghani Ahmadzai (Mohammad Așraf Ghani Ahmadzai), președinte al Afganistanului (2014-2021)
- 19 mai: Dusty Hill (Joseph Michael Hill), muzician american (ZZ Top), (d. 2021)
- 21 mai: Valeriu Ioan-Franc, economist român
- 25 mai: Alejandro Cercas, politician spaniol
- 26 mai: Bert Doorn, politician neerlandez
- 26 mai: Christopher Hyde, scriitor canadian
- 27 mai: Leonard Fințescu, politician român
- 28 mai: Delia Budeanu, jurnalistă română (d.2024)
- 29 mai: Paul Aretzu, scriitor român
- 29 mai: Robert Axelrod, actor american (d. 2019)
- 29 mai: Francis Rossi (Francis Dominic Nicholas Michael Rossi), muzician britanic (Status Quo)
- 31 mai: Tom Berenger (n. Thomas Michael Moore), actor american

### Iunie
- 1 iunie: Gheorghe Amihalachioaie, politician din R. Moldova
- 1 iunie: Habib Essid, politician tunisian
- 2 iunie: Frank Rich, jurnalist american
- 3 iunie: Thomas R. DiBenedetto, antreprenor american
- 4 iunie: Lazăr Comănescu, politician român
- 5 iunie: Ken Follett, romancier britanic
- 5 iunie: Luís Marinho, politician portughez
- 6 iunie: Ioannis Matzourakis, fotbalist grec (atacant)
- 9 iunie: Mihai Zafiu, caiacist român
- 12 iunie: Radu Troi, fotbalist român (atacant)
- 13 iunie: Victor Ieronim Stoichiță, critic și istoric de artă român
- 14 iunie: Dan Virgil Voiculescu, matematician român
- 15 iunie: Bercan Gheorghe Iosif, istoric român
- 15 iunie: María Sornosa, politiciană spaniolă
- 16 iunie: Michael Cramer, politician german
- 17 iunie: Pavel Coruț, scriitor român
- 18 iunie: Han Duck-soo, diplomat, economist și politician sud-coreean, președinte interimar (decembrie 2024 și martie - mai 2025) și prim-ministru (2007 - 2008 și 2022 - 2025)
- 18 iunie: Heinz Hoyer, sculptor german
- 18 iunie: Jarosław Kaczyński (Jarosław Aleksander Kaczyński), politician polonez, prim-ministru al Poloniei (2006-2007)
- 18 iunie: Lech Kaczyński (Lech Aleksander Kaczyński), președinte al Poloniei (2005-2010), (d. 2010)
- 21 iunie: Jane Urquhart, scriitoare canadiană
- 22 iunie: Meryl Streep (Mary Louise Streep), actriță americană de film, teatru și TV
- 24 iunie: John Illsley, basist britanic (Dire Straits)
- 24 iunie: Brigitte Mohnhaupt, teroristă germană
- 24 iunie: Ion Răducanu, politician român
- 26 iunie: Decebal Traian Remeș, politician român (d. 2020)
- 29 iunie: Vasile Ouatu, politician și om de afaceri român (d. 2020)

### Iulie
- 1 iulie: Victor Cristea, politician român
- 1 iulie: Valeriu Tabără, politician român (d.2025)
- 3 iulie: Chantal Cauquil, politiciană franceză
- 3 iulie: Mircea Chelaru, general român
- 4 iulie: Horst Seehofer, politician german
- 7 iulie: Mihail Bronștein, esperantist rus
- 10 iulie: Naomi Ragen, scriitoare israeliană de limbă engleză
- 11 iulie: Leslie Voltaire, politician și arhitect haitian, președinte al Consiliului Prezidențial de Tranziție (octombrie 2024 - martie 2025)
- 12 iulie: Pavel Lunghin, regizor de film, rus
- 14 iulie: Vasile Silvian Ciupercă, politician român (d.2022)
- 14 iulie: Constantin Sava, politician român
- 15 iulie: Mohammed bin Rashid Al-Maktoum, politician emirian
- 15 iulie: Nina Ermurachi, cântăreață din R. Moldova (d. 2016)
- 17 iulie: Ion Hadârcă, poet, și om politic din R. Moldova
- 17 iulie: Doina Dumitrescu-Ionescu, medic chirurg plastic, român
- 19 iulie: Kgalema Motlanthe, politician sud-african
- 20 iulie: Marusia Liubceva, politiciană bulgară
- 22 iulie: Olle Schmidt, politician suedez
- 24 iulie: Edna Mazia, dramaturgă și scriitoare israeliană (d.2023)
- 24 iulie: Michael Richards, actor american
- 26 iulie: Roger Taylor, muzician britanic (Queen)
- 27 iulie: Gavril Mîrza, politician român, senator (2008-2016)
- 28 iulie: Simon Kirke, muzician britanic
- 31 iulie: Mircea Baniciu, cântăreț și solist vocal român
- 31 iulie: Ion Bostan, academician din R. Moldova
- 31 iulie: Valeriu Muravschi, economist din R. Moldova (d. 2020)
- 31 iulie: Andrei Partoș, jurnalist și comentator muzical român

### August

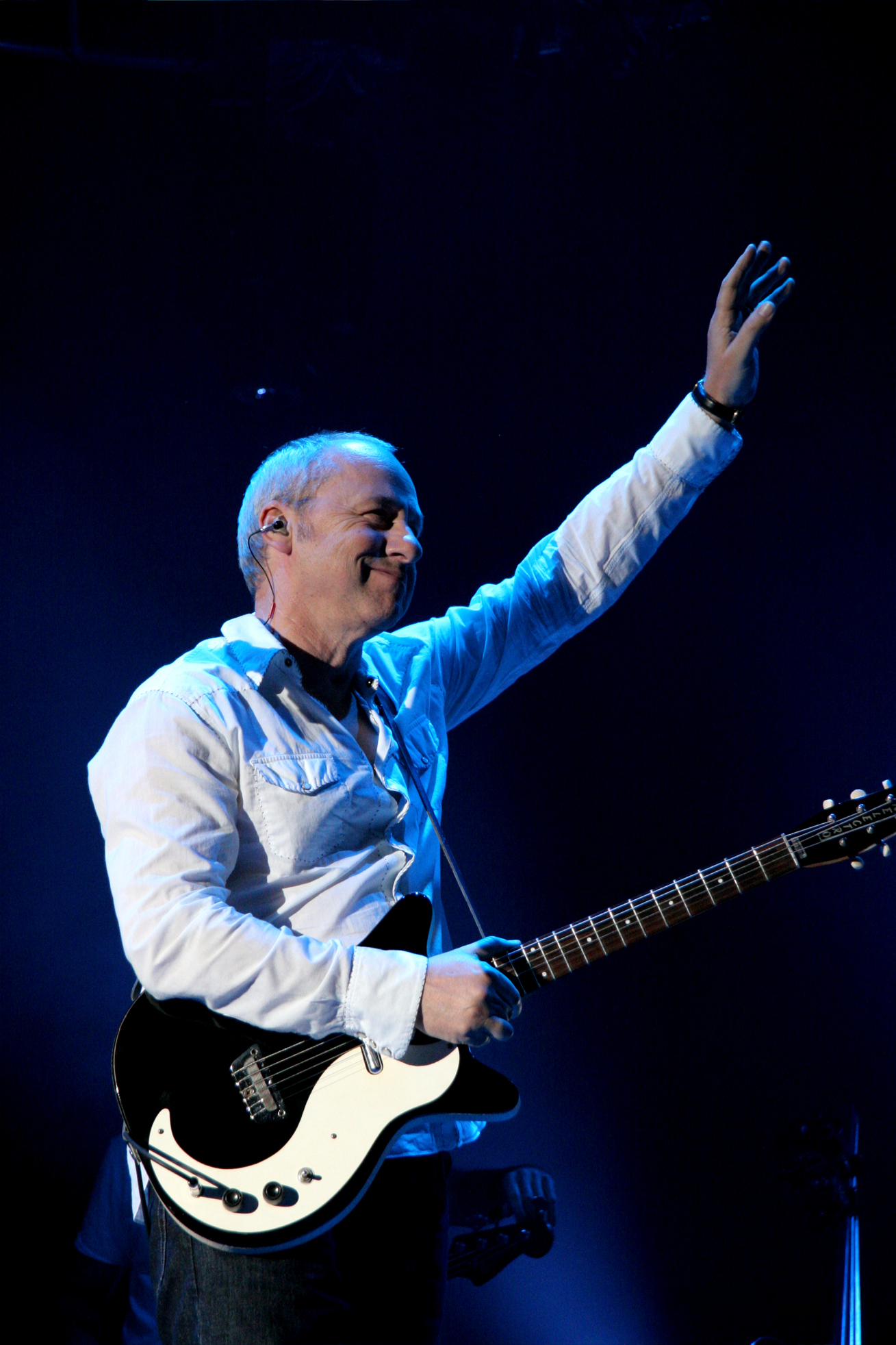
Mark Knopfler, chitarist britanic (Dire Straits)
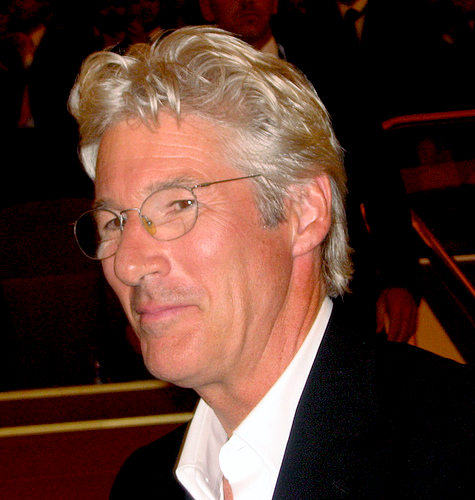
Richard Gere, actor american
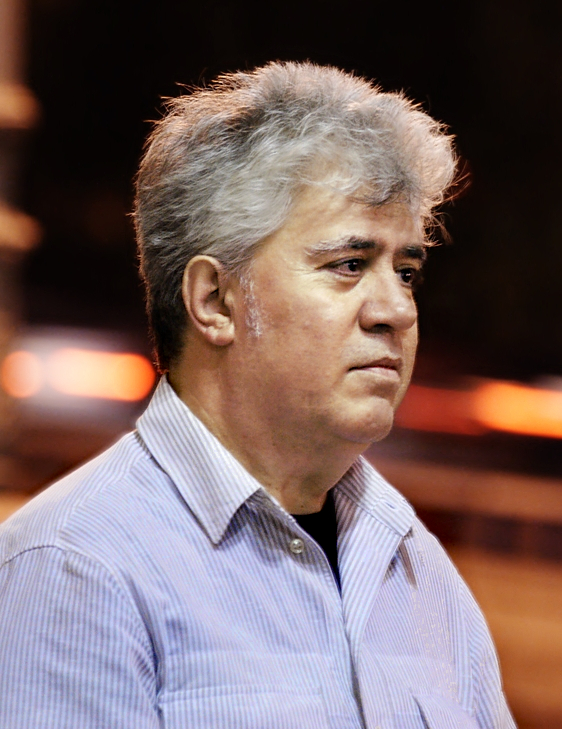
Pedro Almodóvar, regizor spaniol

- 1 august: Vasile Astărăstoae, medic legist român
- 1 august: Ilie-Valer Gâlea, politician român
- 1 august: Mugur Isărescu, economist, guvernator al BNR, prim-ministru al României (1999-2000),
- 1 august: Ioan Ilie Nistor, politician român
- 7 august: Radu Ghețea, economist român
- 7 august: Ioan Munteanu, politician român
- 9 august: Viorel Matei, politician român
- 11 august: Veta Biriș, interpretă română de muzică populară din zona Târnavei
- 12 august: Mark Knopfler, chitarist britanic (Dire Straits)
- 13 august: Pia Elda Locatelli, politiciană italiană
- 14 august: Morten Olsen, fotbalist danez și antrenor
- 15 august: Edward McMillan-Scott, politician britanic
- 15 august: Anghel Stanciu, politician român
- 17 august: Victor Catan, politician din R. Moldova
- 17 august: Mitsunori Fujiguchi, fotbalist japonez
- 22 august: Christoph, Prinț de Schleswig-Holstein, șeful Casei de Glücksburg și Oldenburg (d.2023)
- 23 august: Zoran Knežević, astronom sârb
- 27 august: Victorel Lupu, politician român
- 28 august: Victor Mocanu, politician român
- 30 august: Peter Maffay, cantautor german născut în România
- 31 august: Richard Gere (Richard Tiffany Gere), actor american de film
- 31 august: Hugh David Politzer, fizician american
- 31 august: Radu Stroe, politician român (d.2025)

### Septembrie
- 1 septembrie: Elena Albu, actriță română de teatru și film (d. 2003)
- 1 septembrie: Luminița Gheorghiu, actriță română (d. 2021)
- 1 septembrie: Catherine Guy-Quint, politiciană franceză
- 2 septembrie: Wiesław Kuc, politician polonez
- 3 septembrie: James Elles, politician britanic
- 3 septembrie: José Pékerman (José Néstor Pékerman Krimen), fotbalist argentinian
- 6 septembrie: William Abitbol, politician francez (d. 2016)
- 6 septembrie: Helmut Kuhne, politician german
- 7 septembrie: Gloria Gaynor, cântăreață americană
- 8 septembrie: Sorin Roșca Stănescu, jurnalist și politician român
- 9 septembrie: Duncan Kenworthy, producător de film, britanic
- 9 septembrie: Ion Suruceanu, cântăreț din R. Moldova
- 9 septembrie: Susilo Bambang Yudhoyono, general și președinte al Indoneziei (2004-2014)
- 10 septembrie: Barriemore Barlow, muzician britanic
- 12 septembrie: Mircea Teodor Mureșan, general de armată, român
- 13 septembrie: Cornel Diaconu, regizor român (d. 2014)
- 13 septembrie: Margareta Ivănuș, solistă din R. Moldova
- 13 septembrie: Neculai Onțanu, politician român
- 14 septembrie: Michael Häupl, politician austriac
- 14 septembrie: Vasile Panciuc, politician din R. Moldova
- 16 septembrie: Hildegard-Carola Puwak, politiciană română (d. 2018)
- 17 septembrie: Dan Matei Agathon, politician român (d.2023)
- 19 septembrie: Corneliu Momanu, politician român
- 21 septembrie: Petre Gongu, politician român
- 23 septembrie: Quini (Enrique Castro González), fotbalist spaniol (atacant), (d. 2018)
- 23 septembrie: Bruce Springsteen (Bruce Frederick Joseph Springsteen), cântăreț, compozitor și interpret american
- 25 septembrie: Pedro Almodóvar (Pedro Almodóvar Caballero), regizor, scenarist, director, producător și actor spaniol
- 25 septembrie: Steve Mackay, saxofonist american (d. 2015)
- 26 septembrie: Nadir Larbaoui, politician, avocat și diplomat algerian, Prim-ministru al Algeriei din noiembrie 2023
- 26 septembrie: Jane Smiley, romancieră americană
- 28 septembrie: Pasqualina Napoletano, politiciană italiană
- 29 septembrie: Gheorghe Funar, politician român
- 30 septembrie: Flora Brovina, poetă kosovară

### Octombrie

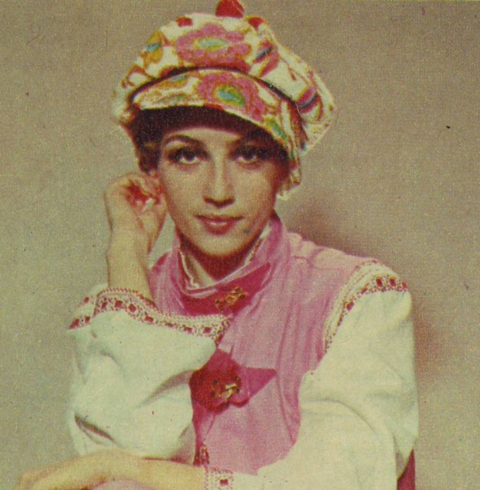
Corina Chiriac, cântăreață română
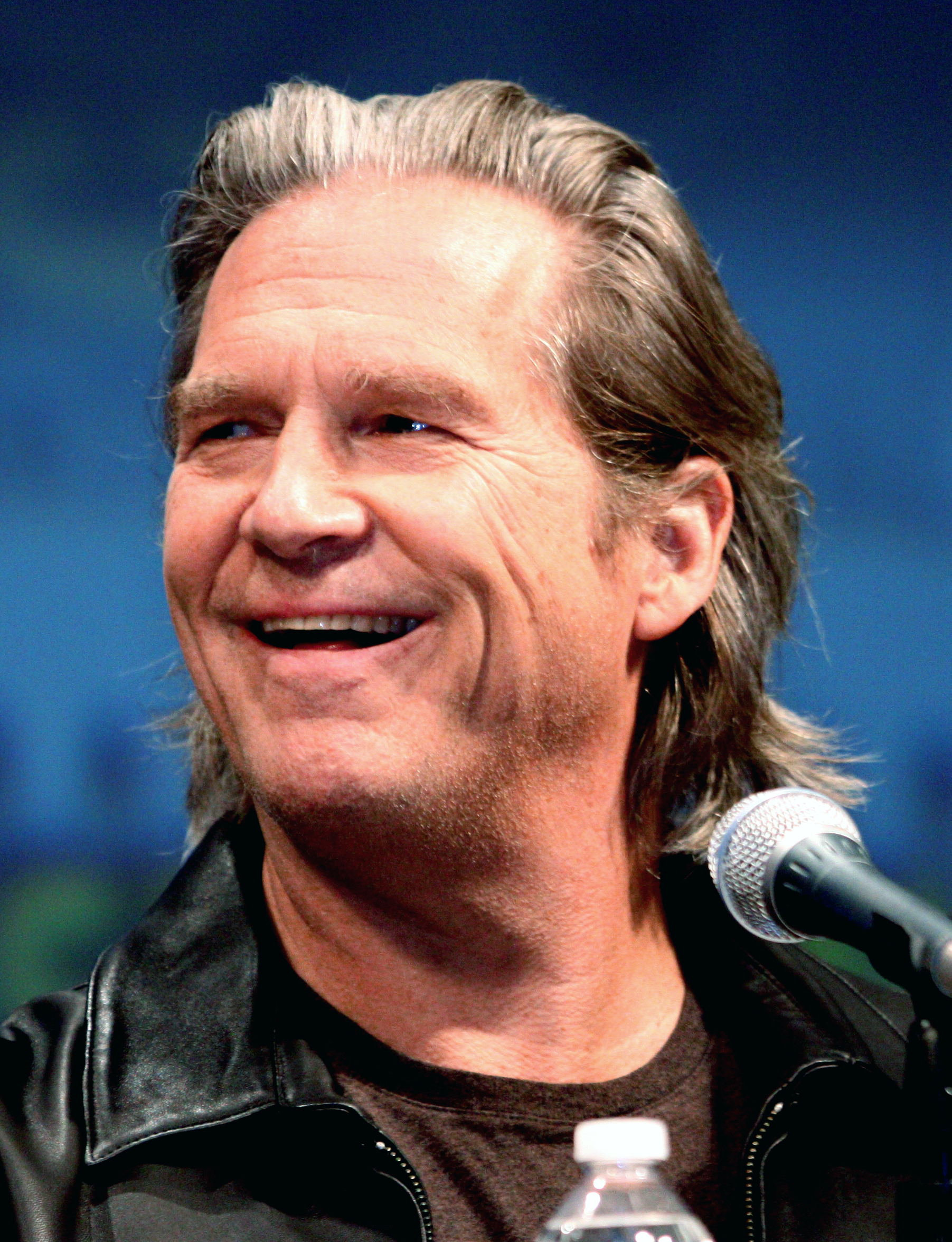
Jeff Bridges, actor american
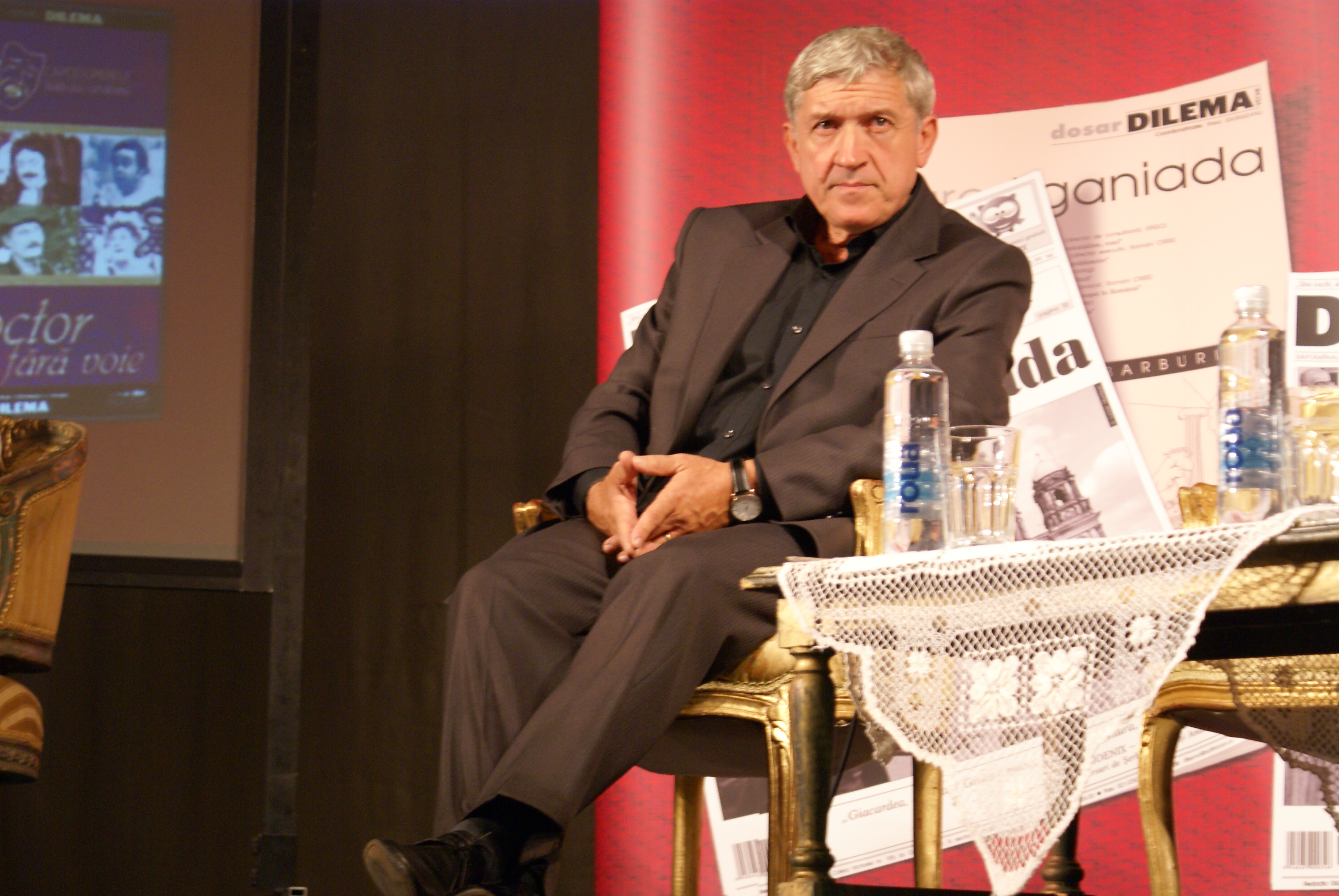
Mircea Diaconu, actor, politician român

- 1 octombrie: Aurelian Silvestru, jurnalist din R. Moldova
- 1 octombrie: Ion Vădan, scriitor român (d. 2012)
- 2 octombrie: Annie Leibovitz, fotografă americană
- 2 octombrie: Tudor Petruș, scrimer român (d. 2017)
- 3 octombrie: Lindsey Buckingham, muzician american
- 3 octombrie: José Mayer, actor brazilian
- 4 octombrie: Armand Assante (Armand Anthony Assante, Jr.), actor american de film și TV
- 4 octombrie: Luis Sepúlveda, regizor chilian de film (d. 2020)
- 6 octombrie: Bobby Farrell (Roberto Alfonso Farrell), cântăreț neerlandez (Boney M), (d. 2010)
- 8 octombrie: Constantin Duțu, scrimer român
- 8 octombrie: Sigourney Weaver (n. Susan Alexandra Weaver), actriță americană de film și TV
- 10 octombrie: Olga Ciolacu, cântăreață din Republica Moldova
- 10 octombrie: Ioannis Gklavakis, politician grec
- 10 octombrie: George-Iulian Stancov, politician român
- 11 octombrie: Armando Dionisi, politician italian
- 12 octombrie: Lidia Botezatu, cântăreață din R. Moldova
- 12 octombrie: Carlos Șacalul (n. Ilich Ramírez Sánchez), terorist venezuelan
- 13 octombrie: Nana Alexandria, șahistă georgiană
- 13 octombrie: Marisol Malaret, fotomodel portorican (Miss Universe 1970) (d.2023)
- 16 octombrie: Zvi Hendel, politician israelian
- 18 octombrie: Zdzisław Podkański, politician polonez
- 20 octombrie: Urszula Krupa, politiciană poloneză
- 22 octombrie: Corneliu Stroe, percuționist român
- 24 octombrie: Ion Casian, politician din R. Moldova
- 26 octombrie: Corina Chiriac, interpretă română de muzică ușoară
- 26 octombrie: Leonida Lari-Iorga, politician român (d. 2011)
- 28 octombrie: Edite Estrela, politiciană portugheză
- 28 octombrie: Ion Mărgineanu, scriitor român
- 29 octombrie: James Williamson, muzician american
- 30 octombrie: Jorge Bucay, scriitor argentinian

### Noiembrie
- 2 noiembrie: Petre Daea, politician român
- 2 noiembrie: Grażyna Staniszewska, politiciană poloneză
- 3 noiembrie: Ștefan Baban, politician român
- 3 noiembrie: Valeriu Buzea, politician român
- 4 noiembrie: Philip Yancey, scriitor american
- 6 noiembrie: Ariel Henry, neurochirurg și politician haitian, prim-ministru interimar (20 iulie 2021 - 24 aprilie 2024)
- 6 noiembrie: Olga Delia Mateescu, actriță română de teatru
- 7 noiembrie: Guillaume Faye, jurnalist și scriitor francez (d. 2019)
- 10 noiembrie: Michio Yasuda, fotbalist japonez (portar)
- 12 noiembrie: Adriana Babeți, critic literar, romancier și eseist român
- 15 noiembrie: Ana Maria Zahariade, arhitectă română
- 16 noiembrie: Aurelia Vasile, politician român
- 22 noiembrie: Mauro Zani, politician italian
- 26 noiembrie: Ivan Patzaichin, sportiv român (caiac-canoe), (d. 2021)
- 28 noiembrie: Petru Andea, politician român
- 28 noiembrie: Corneliu Vadim Tudor, politician și jurnalist român (d. 2015)
- 29 noiembrie: Radu Mânea, politician român
- 29 noiembrie: Garry Shandling (Garry Emmanuel Shandling), actor american de film, televiziune și voce (d. 2016)
- 30 noiembrie: Nicolae Țăpuș, profesor universitar român

### Decembrie
- 1 decembrie: Ion Moraru, politician român
- 1 decembrie: Angelica Stoican, interpretă română de muzică populară
- 4 decembrie: Jeff Bridges (Jeffrey Leon Bridges), actor american de film
- 4 decembrie: Mihai Poiată, politician din R. Moldova
- 5 decembrie: Mircea Florian, muzician român
- 9 decembrie: Alexandru Ciocâlteu, politician român
- 9 decembrie: Valentin Marica, scriitor, poet și publicist român
- 10 decembrie: Alain Hutchinson, politician belgian
- 10 decembrie: Mohammed Shahabuddin Chuppu, jurist, jurnalist, funcționar public și politician din Bangladesh, care ocupă funcția de al 16-lea al țării din 2023
- 14 decembrie: Nicolae Cernomaz, diplomat din R. Moldova
- 14 decembrie: Bogdan Nicolae Niculescu Duvăz, politician român (d. 2019)
- 16 decembrie: Leons Briedis, scriitor leton (d. 2020)
- 16 decembrie: Nicolae Proca, politician din R. Moldova
- 17 decembrie: Ioan Hațegan, istoric român
- 17 decembrie: Sotiris Kaiafas, fotbalist cipriot (atacant)
- 18 decembrie: Richard Warshak, psiholog american
- 19 decembrie: Nicolae Tăut, politician român
- 21 decembrie: Nikolaos Sifounakis, politician grec
- 22 decembrie: Anton Anton, om politic, ministru român
- 23 decembrie: Adrian Belew (n. Robert Steven Belew), chitarist și interpret american (King Crimson)
- 23 decembrie: Simion Stanciu, compozitor român (d. 2010)
- 24 decembrie: Mircea Diaconu, actor de teatru și film, politician român (d.2024)
- 28 decembrie: Gheorghe Berceanu, sportiv român (lupte greco-romane) (d.2022)
- 29 decembrie: Carmen Maria Strujac, actriță română
- 31 decembrie: Ellen Datlow, scriitoare americană

### Nedatate
- Michael Houghton, cercetător britanic, laureat al Premiului Nobel (2020)

## Decese
- 6 ianuarie: Victor Fleming (Victor Lonzo Fleming), 59 ani, regizor american (n. 1883)
- 20 ianuarie: Gustaf Komppa, 81 ani, chimist finlandez (n. 1867)
- 23 ianuarie: Erich Klossowski, 74 ani, pictor francez (n. 1875)
- 11 februarie: Axel Munthe (Axel Martin Fredrik Munthe), 91 ani, medic suedez (n. 1857)
- 12 februarie: Hassan al-Banna (Sheikh Hassan Ahmed Abdel Rahman Muhammed al-Banna), 42 ani, politician egiptean (n. 1906)
- 15 februarie: Ion Codreanu, 69 ani, politician român (n. 1879)
- 15 martie: Gheorghe Brăescu, 78 ani, scriitor român (n. 1871)
- 24 martie: Hanns Albin Rauter, 54 ani, politician SS austriac (n. 1895)
- 25 martie: Prințul August Wilhelm al Prusiei, 62 ani (n. 1887)
- 28 martie: Grigoraș Dinicu, 59 ani, violonist și compozitor român (n. 1889)
- 30 aprilie: Lajos Ágner, 71 ani, scriitor, istoric literar, orientalist maghiar (n. 1878)
- 30 martie: Friedrich Bergius (Friedrich Karl Rudolf Bergius), 64 ani, chimist german (n. 1884)
- 30 martie: Prințul Harald al Danemarcei (n. Harald Christian Frederik), 72 ani (n. 1876)
- 1 mai: Gheorghe Petrașcu (n. Gheorghe Petrovici), 77 ani, pictor român (n. 1872)
- 6 mai: Marcu Beza, 66 ani, scriitor român (n. 1882)
- 6 mai: Maurice Maeterlinck (n. Maurice Polydore Marie Bernard Maeterlinck), 86 ani, poet, eseist și dramaturg belgian, laureat al Premiului Nobel (n. 1862)
- 9 mai: Louis al II-lea, Prinț de Monaco (n. Louis Honoré Charles Antoine Grimaldi), 78 ani (n. 1870)
- 14 mai: Vasile Bârcă, 65 ani, politician român (n. 1884)
- 17 mai: Béla Balázs, 64 ani, scriitor maghiar (n. 1884)
- 21 mai: Jan Rutkowski, 63 ani, istoric polonez (n. 1886)
- 27 mai: Rudolf Suțu, 68 ani, scriitor român (n. 1880)

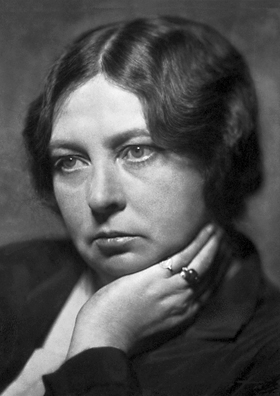
Sigrid Undset, scriitoare norvegiană, laureată Nobel
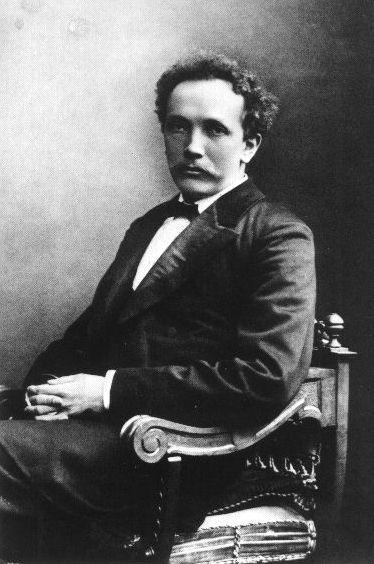
Richard Strauss, compozitor german
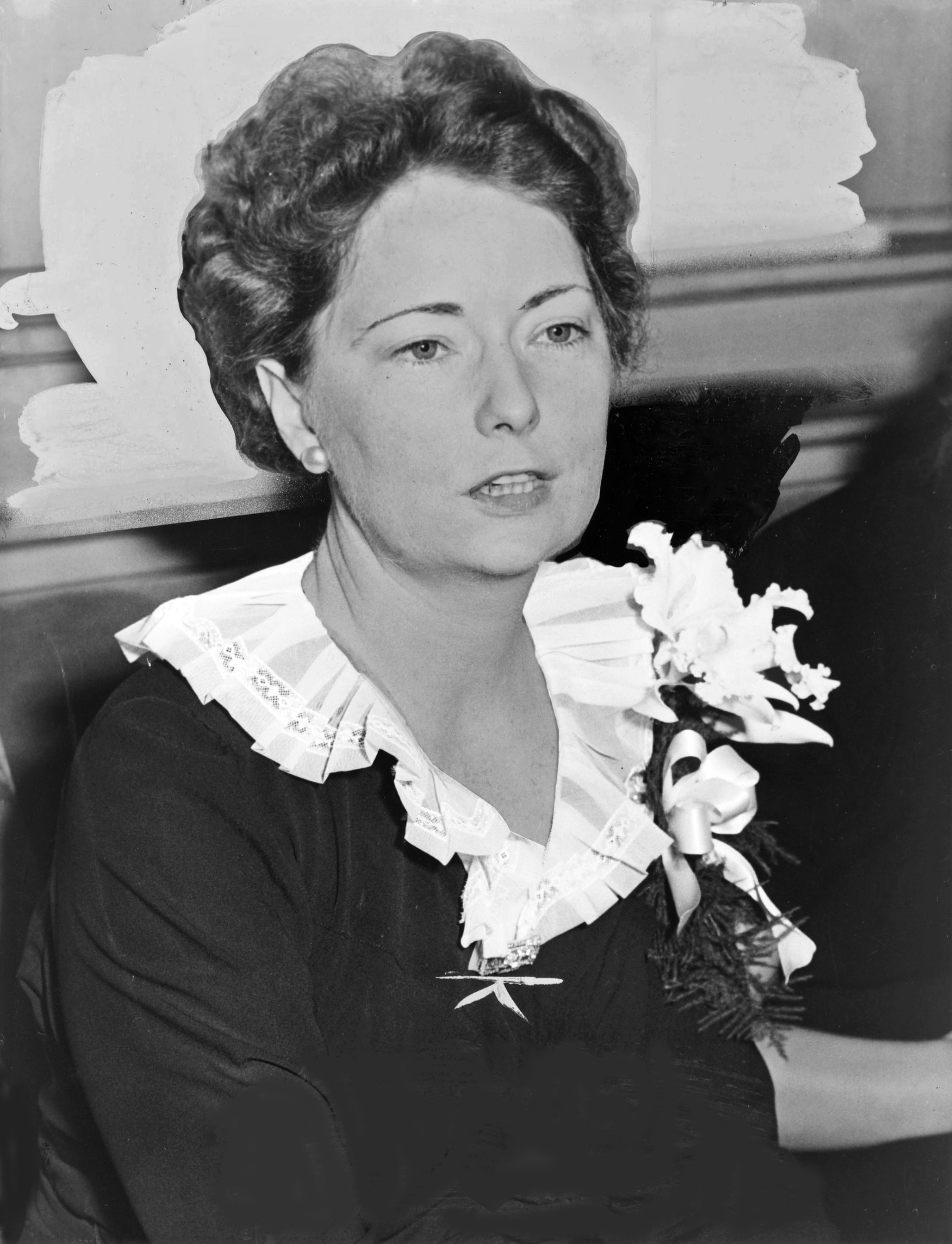
Margaret Mitchell, scriitoare americană

- 2 iunie: Radu R. Rosetti, 72 ani, general de brigadă, atașat militar la Londra, exeget al istoriei și al artei militare românești (n. 1877)
- 9 iunie: Maria Cebotari (n. Maria Cibotaru), 39 ani, cântăreață din R. Moldova (n. 1910)
- 10 iunie: Louis Malvy, 73 ani, politician francez (n. 1875)
- 10 iunie: Sigrid Undset, 67 ani, scriitoare norvegiană, laureată al Premiului Nobel  (n. 1882)
- 14 iunie: Emanoil Ionescu, 56 ani, aviator român (n. 1893)
- 2 iulie: Gheorghi Dimitrov, 67 ani, politician bulgar (n. 1882)
- 16 iulie: Veaceslav Ivanov, 83 ani, poet, filozof și dramaturg rus (n. 1866)
- 18 iulie: Leo Goldhammer, 65 ani, politician israelian (n. 1884)
- 25 iulie: Guillermo Tell Villegas Pulido, 94 ani, avocat, jurnalist, om politic, președintele Venezuelei n. 1854)
- 16 august: Margaret Mitchell, 48 ani, scriitoare americană (n. 1900)
- 31 august: André-Louis Debierne, 75 ani, chimist francez (n. 1874)
- 4 septembrie: Herbert Eulenberg, 73 ani, scriitor german (n. 1876)
- 5 septembrie: Ferenc Ács, 73 ani, pictor maghiar (n. 1876)
- 8 septembrie: Richard Strauss (Richard Georg Strauss), 85 ani, compozitor german (n. 1864)
- 11 septembrie: Henri Rabaud, 75 ani, compozitor francez (n. 1873)
- 22 septembrie: Sam Wood (Samuel Grosvenor Wood), 65 ani, regizor american (n. 1884)
- 9 octombrie: Gheorghe Mironescu, 75 ani, politician român (n. 1874)
- 12 octombrie: Grigore Niculescu-Buzești, 41 ani, politician român (n. 1908)
- 15 octombrie: László Rajk, 40 ani, politician maghiar (n. 1909)
- 17 octombrie: Aurel Aldea, 61 ani, general român și lider de rezistență anti-comunist (n. 1887)
- 25 octombrie: Infanta Blanca a Spaniei, 81 ani, arhiducesă de Austria, prințesă a Ungariei, Boemiei și Toscanei (n. 1868)
- 28 octombrie: Nicolae Dabija, 42 ani, maior și luptător anticomunist român (n. 1907)
- 28 octombrie: Viktor Glondys, 86 ani, teolog german (n. 1882)
- 31 octombrie: Edward Stettinius (Edward Reilly Stettinius, Jr.), 49 ani, diplomat american (n. 1900)
- 1 noiembrie: Nikola Jekov, 84 ani, ofițer bulgar (n. 1865)
- 1 noiembrie: Michael Joseph Kennedy, 52 ani, politician american (n. 1897)
- 11 noiembrie: Prințul Carlos de Bourbon-Două Sicilii, 79 ani (n. 1870)
- 19 noiembrie: James Ensor (James Sidney Ensor), 89 ani, pictor belgian (n. 1860)
- 23 noiembrie: Carol Ardeleanu, 66 ani, prozator român (n. 1883)
- 23 noiembrie: Prințul Ludwig Ferdinand al Bavariei, 90 ani (n. 1859)
- 27 noiembrie: Charles F. Haanel, 83 ani, scriitor american (n. 1866)
- 3 decembrie: Elin Pelin (n. Dimităr Ivanov Stoianov), 72 ani, scriitor bulgar (n. 1877)
- 11 decembrie: Charles Dullin, regizor de teatru, actor de teatru și film francez (n. 1885)
- 19 decembrie: Ella Negruzzi (Elena Negruzzi), 73 ani, avocată română (n. 1876)
- 30 decembrie: Leopold al IV-lea, Prinț de Lippe, 78 ani (n. 1871)

## Premii Nobel
- Fizică: Hideki Yukawa (Japonia)
- Chimie: William Francis Giauque (SUA)
- Medicină: Walter Rudolf Hess (Elveția), Antonio Caetano de Abreu Freire Egas Moniz (Portugalia)
- Literatură: William Faulkner (SUA)
- Pace: Lord Boyd Orr de Brechin (Regatul Unit)